# Lameck Nthekela
Lameck Nthekela (nacido el 2 de noviembre de 1965 en Kalakamati) es un diplomático botsuano.
Lameck Nthekela es casado y tiene dos hijos.
- Lameck obtuvo una licenciatura en Ciencias Sociales de la Universidad de Botsuana.
- El obtuvo una Maestría en Administración de Empresas en la Edith Cowan University en Perth, Australia.
- De 1991 a 2001 fue funcionario del Ministerio de Comercio e Industria.
- De 2001 a 2012 el fue trabajar en Botswana Export Development and Investment Authority (BEDIA), que es una de las organizaciones en Botsuana que Suecia coopera.

Embajador Nthekela fue responsable de la participación de Botsuana en la Exposición Universal de Shanghái de 2010.
- El 13 de febrero de 2013 fue acreditado ante el gobierno de Suecia en Estocolmo donde reside en la Botswanas ambassad i Stockholm.
- El 13 de mayo de 2013 fue acreditado ante la Santa Sede.[1]
- El 23 de mayo de 2013 fue acreditado ante el gobierno de Noruega en Oslo.
- El 16 de abril de 2014 fue acreditado ante el gobierno de Lituania en Vilna.
- El 15 de enero de 2014 fue acreditado ante el gobierno de Rusia en el Kremlin de Moscú.[2]

| Predecesor: Bernadette Sebage Rathedi Naomi Ellen Majinda | Embajador botsuano en Estocolmo 13 de febrero de 2013 | Sucesor: - |